# Al-Mizzi
Jamāl al-Dīn Yūsuf ibn al-Zakī ʿAbd al-Raḥmān al-Mizzī, Abū al-Ḥajjāj (in arabo يوسف بن الزكي عبدالرحمن المزي‎?; Aleppo, 1256 – Damasco, 1342) è stato uno studioso musulmano di ḥadīth.

## Biografia
Apprezzato tradizionista musulmano sunnita di ʿIlm al-rijāl del XIV secolo, al-Mizzī si spostò con la famiglia dalla natia Aleppo nel ricco borgo di al-Mizza, presso Damasco, dove ricevette la sua istruzione.
Dal 1319 operò nella Madrasa al-Ashrafiyya di Damasco, il maggior centro di studio sui ḥadīth, e tra i suoi discepoli si possono ricordare Ibn Taymiyya, al-Dhahabi e ʿAbd al-Wahhāb al-Subkī, l'autore delle Ṭabaqāt al-Shāfiʿiyya al-kubrā (Le grandi categorie degli sciafiiti).
Fu il suocero dello storico e tradizionista Ibn Kathīr.
Morì nella Dār al-Ḥadīth al-Ashrafiyya di Damasco e fu inumato nell'area chiamata Sūfiyya, riservata ai Sufi.

## Opere
- Tahdhīb al-Kamāl fī asmāʾ al-rijāl: un riadattamento del suo stesso al-Kamāl fī asmāʾ al-rijāl, una raccolta di biografie di tradizionisti.[2]
- Tuḥfat al-Ashrāf: un indice dei ḥadīth contenuti nelle sei principali raccolte di tradizioni islamiche, basati sul tarf, ovvero "segmento iniziale" dei ḥadīth stessi.[2]